# Fimcap
Fédération Internationale des Mouvements Catholiques d'Action Paroissale (FIMCAP) je međunarodna krovna organizacija katoličkih organizacija mladih. FIMCAP okuplja 35 udruga članica u 33 zemlje Europe, Afrike, Azije i Južne Amerike širom svijeta. Osnovana je 1962. godine, a Papinsko vijeće za laike priznaje je kao međunarodnu katoličku organizaciju.

## Priča
Godine 1959. francuska, belgijska i nizozemska katolička udruženja mladih po prvi puta su radila u Lucernu na projektu međunarodne unije. Prva konferencija delegata održala se u Njemačkoj 1960. godine u sklopu Svjetskog euharistijskog kongresa u Münchenu. U listopadu 1961. osnovalo ga je jedanaest udruga, a na Uskrs 1962. formalno je osnovan FIMCAP. Nakon što ga je Papinsko vijeće za laike 1976. godine priznalo, FIMCAP je "međunarodna katolička organizacija", a time i član Konferencije Vijeća.

## Aktivnosti
Svake tri godine FIMCAP organizira "World Camp", međunarodni kamp za mlade. Na europskoj razini organiziraju se razmjene događaja između pojedinih skupina udruga članica ("Roundabouts"), tečajevi europskih vođa grupa ("EuroCourse") i Euroclass, desetomjesečni međunarodni tečaj za vođu mladih.
Postoje partnerstva između pojedinih udruga. 20. studenoga održat će se "FIMCAP Day" u svim udrugama članicama, na kojima će se na licu mjesta iskusiti međunarodna dimenzija rada katoličkih udruga mladih